# L'ispettore Coliandro
 (septembre 2023).
La mise en forme du texte ne suit pas les recommandations de Wikipédia : il faut le « wikifier ».
Les points d'amélioration suivants sont les cas les plus fréquents. Le détail des points à revoir est peut-être précisé sur la page de discussion.
- Les titres sont pré-formatés par le logiciel. Ils ne sont ni en capitales, ni en gras.
- Le texte ne doit pas être écrit en capitales (les noms de famille non plus), ni en gras, ni en italique, ni en « petit »…
- Le gras n'est utilisé que pour surligner le titre de l'article dans l'introduction, une seule fois.
- L'italique est rarement utilisé : mots en langue étrangère, titres d'œuvres, noms de bateaux, etc.
- Les citations ne sont pas en italique mais en corps de texte normal. Elles sont entourées par des guillemets français : « et ».
- Les listes à puces sont à éviter, des paragraphes rédigés étant largement préférés. Les tableaux sont à réserver à la présentation de données structurées (résultats, etc.).
- Les appels de note de bas de page (petits chiffres en exposant, introduits par l'outil «  Source ») sont à placer entre la fin de phrase et le point final[comme ça].
- Les liens internes (vers d'autres articles de Wikipédia) sont à choisir avec parcimonie. Créez des liens vers des articles approfondissant le sujet. Les termes génériques sans rapport avec le sujet sont à éviter, ainsi que les répétitions de liens vers un même terme.
- Les liens externes sont à placer uniquement dans une section « Liens externes », à la fin de l'article. Ces liens sont à choisir avec parcimonie suivant les règles définies. Si un lien sert de source à l'article, son insertion dans le texte est à faire par les notes de bas de page.
- La présentation des références doit suivre les conventions bibliographiques. Il est recommandé d'utiliser les modèles {{Ouvrage}}, {{Chapitre}}, {{Article}}, {{Lien web}} et/ou {{Bibliographie}}. Le mode d'édition visuel peut mettre en forme automatiquement les références.
- Insérer une infobox (cadre d'informations à droite) n'est pas obligatoire pour parachever la mise en page.

Pour une aide détaillée, merci de consulter Aide:Wikification.
Si vous pensez que ces points ont été résolus, vous pouvez retirer ce bandeau et améliorer la mise en forme d'un autre article.
L'ispettore Coliandro est une série télévisée italienne en 34 épisodes de 110 minutes diffusée entre le 24 août 2006 et le 13 octobre 2021 sur Rai 2 et depuis 2017 également par RaiPlay.
Réalisée par Manetti Bros, la série met en scène l'inspecteur Coliandro, interprété par Giampaolo Morelli. Le créateur de la série est l'écrivain Carlo Lucarelli : Coliandro - un policier aux traits très différents des enquêteurs traditionnels de la fiction et de la narration italienne - est sa création et, avant l'adaptation télévisée, le personnage avait été, dans les années 1990, le protagoniste de certains de ses romans policiers,.
Bien qu'il s'agisse d'une série télévisée, pratiquement chaque épisode est un téléfilm à part entière, filmé à chaque fois en faisant allusion à un genre cinématographique différent et avec de nombreuses références à certains modèles d'inspiration,, notamment les films de genre interprétés dans les années 1970 et 1980 par Tomás Milián dans le rôle de l'inspecteur Nico Giraldi, ou les films policiers classiques de Clint Eastwood dans le rôle de l'inspecteur Harry Callahan.
Cette série est inédite dans tous les pays francophones.

## Synopsis
« L'inspecteur Coliandro. Le bras maladroit de la loi. »

— (Tagline de la série télévisée)
Coliandro est un jeune inspecteur, en service à la préfecture de police de Bologne, qui se retrouve toujours mêlé, malgré lui, à des affaires qui le dépassent. Coliandro ne recule jamais, mais son insouciance et son incapacité à enquêter finissent inévitablement par lui attirer des ennuis.
Au cours de ses enquêtes, Coliandro est aidé par ses collègues, les inspecteurs Trombetti et Gamberini et l'agent Gargiulo, tandis que son supérieur, le commissaire De Zan, et le docteur Longhi, procureur adjoint, lui mettent constamment des bâtons dans les roues. Dans chaque enquête, l'inspecteur est aidé par une fille différente (un témoin, une amie, une parente de la victime) qui, par ses informations, l'aide à mener à bien l'enquête. Coliandro a toujours le béguin pour la fille de service mais, à la fin de l'aventure, l'inspecteur se retrouve très souvent seul et déçu.
Bien qu'il parvienne toujours, d'une manière ou d'une autre, à tirer l'enquête au clair (mais toujours grâce à son obstination et à des coups de chance providentiels), personne ne lui en reconnaît jamais le mérite. En fin de compte, l'inspecteur est toujours contraint, malgré lui, de subir des sanctions en raison de ses actions jugées "non professionnelles".

## Épisodes
| Saison           | Épisodes | Première diffusion |
| ---------------- | -------- | ------------------ |
| Première saison  | 4        | 2006               |
| Deuxième saison  | 4        | hiver 2009         |
| Troisième saison | 4        | automne 2009       |
| Quatrième saison | 2        | 2010               |
| Cinquième saison | 6        | 2016               |
| Sixième saison   | 6        | 2017               |
| Septième saison  | 4        | 2018               |
| Huitième saison  | 4        | 2021               |

## Personnages et interprètes
- L'inspecteur Coliandro, joué par Giampaolo Morelli
- L'inspecteur adjoint Trombetti (saison 1), joué par Enrico Silvestrin
- Le procureur adjoint Longhi (saisons 1 et suivantes), joué par Veronika Logan
- L'agent/inspecteur en chef Gargiulo (saisons 1 à 7), joué par Giuseppe Soleri
- Le commissaire De Zan (saisons 1-en cours), joué par Alessandro Rossi
- L'inspecteur Borromini (saisons 1-en cours), joué par Massimiliano Bruno
- L'inspecteur Gamberini (saisons 2-en cours), joué par Paolo Sassanelli
- L'officier Balboni (saison 2, guest 3), joué par Enrica Ajò
- Le commissaire/inspecteur Bertaccini (saisons 3-en cours), joué par Caterina Silva
- Le commissaire adjoint Paffoni (saisons 5 et suivantes), joué par Luisella Notari
- Le commissaire/inspecteur Buffarini (saisons 5 et suivantes), joué par Benedetta Cimatti
- L'officier Lorusso (saisons 8 et suivantes, récurrentes 6 et 7), joué par Francesco Zenzola

## Production

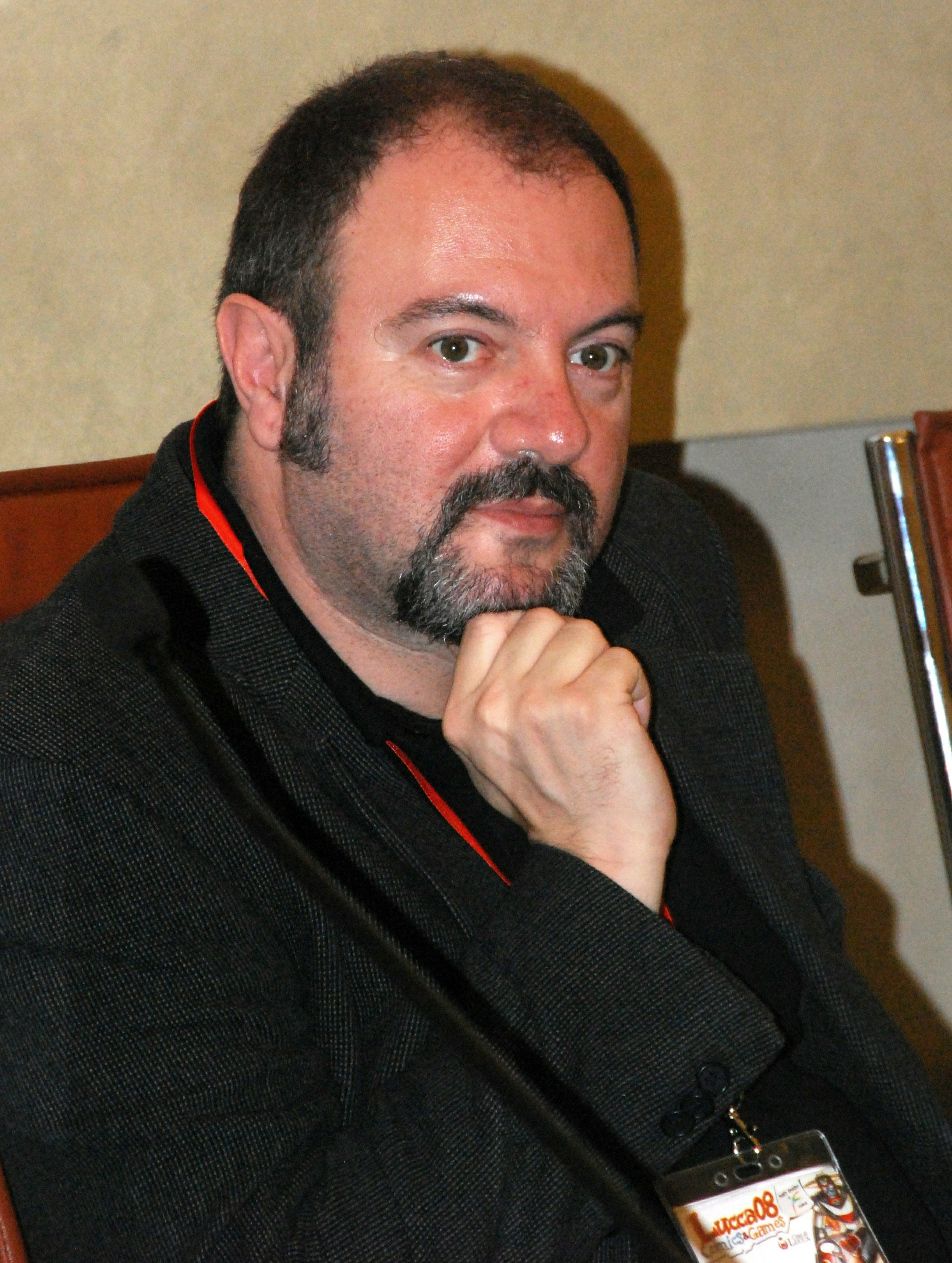
L'écrivain Carlo Lucarelli, créateur du personnage littéraire de Coliandro et l'un des scénaristes de la série.

La série est née de l'idée du producteur Tommaso Dazzi qui, après avoir lu Il giorno del lupo (Le jour du loup) de Carlo Lucarelli, roman mettant en scène le commissaire (puis inspecteur) Coliandro, a contacté l'écrivain pour lui témoigner sa reconnaissance et, surtout, pour lui proposer une adaptation télévisée. C'est ainsi qu'en 2003 a débuté la réalisation d'un téléfilm éponyme basé sur le livre, produit par Dazzi et Rai, scénarisé par Lucarelli avec Giampiero Rigosi et réalisé par Marco et Antonio Manetti. Après ce téléfilm, Rai a donné son feu vert à la production d'une série télévisée sur les aventures de l'inspecteur, réalisée par la même équipe de producteurs, scénaristes et réalisateurs.
En 2004, alors que le tournage de la première saison est terminé et que la série est déjà vendue à l'étranger, la RAI décide toutefois de bloquer sa diffusion et de ne pas la programmer pendant près de deux ans car le style de L'ispettore Coliandro, très éloigné des canons classiques de la fiction italienne (violence, argot de rue, jurons, préjugés), a suscité des inquiétudes quant à son impact sur le public et sur la police,. La série n'a été diffusée pour la première fois qu'en 2006 : malgré une programmation malheureuse dans la grille des programmes - "la première saison a été diffusée en plein mois d'août. Bref, ils ne savaient pas quoi en faire", se souvient rétrospectivement le protagoniste Giampaolo Morelli, les aventures de Coliandro ont étonnamment rencontré un écho qui a dépassé toutes les attentes, le public étant décidément intrigué par "un loser qui ne devient pas un héros, mais qui s'en sort toujours d'une manière ou d'une autre", à tel point que la RAI a décidé de leur donner une suite en réalisant une deuxième,, puis une troisième saison.
Au cours de l'été 2009, après le tournage de la troisième saison, deux épisodes (Anomalia 21 et 666) ont été réalisés, qui auraient dû faire partie des quatre épisodes prévus pour la quatrième saison. Cependant, le 22 décembre 2009, le conseil d'administration de la RAI a annoncé qu'en raison de problèmes budgétaires, il avait été décidé d'exclure la série de la grille des programmes télévisés,, mettant ainsi les deux épisodes restants sur les tablettes. Après des mois de protestations de la part des fans (y compris de vrais policiers, qui ont ouvert une page sur Facebook pour protester contre la suppression des épisodes,), la Rai a décidé de diffuser quand même les épisodes déjà tournés, réduisant pratiquement la quatrième saison à deux épisodes seulement,.
Malgré cela, les fans les plus féroces de la série - "Coliandro n'a pas de fans, mais des ultras", résume Morelli - ont poursuivi avec diverses initiatives (y compris un email bombing à la direction de la société) leur protestation pour que Rai remette l'ispettore Coliandro en production,,. Entrecoupée d'une tentative de Manetti Bros. et Morelli - qui ont toujours soutenu activement les initiatives de la fanbase - d'amener Coliandro au cinéma,, en impliquant directement les fans dans l'écriture d'un sujet, en 2015 la série a été officiellement remise en production avec la production d'une cinquième saison, diffusée l'année suivante. Trois autres saisons ont suivi entre 2017 et 2021, consacrant définitivement Coliandro comme un personnage culte,, une véritable "icône" de la sérialité italienne.

### Réalisation

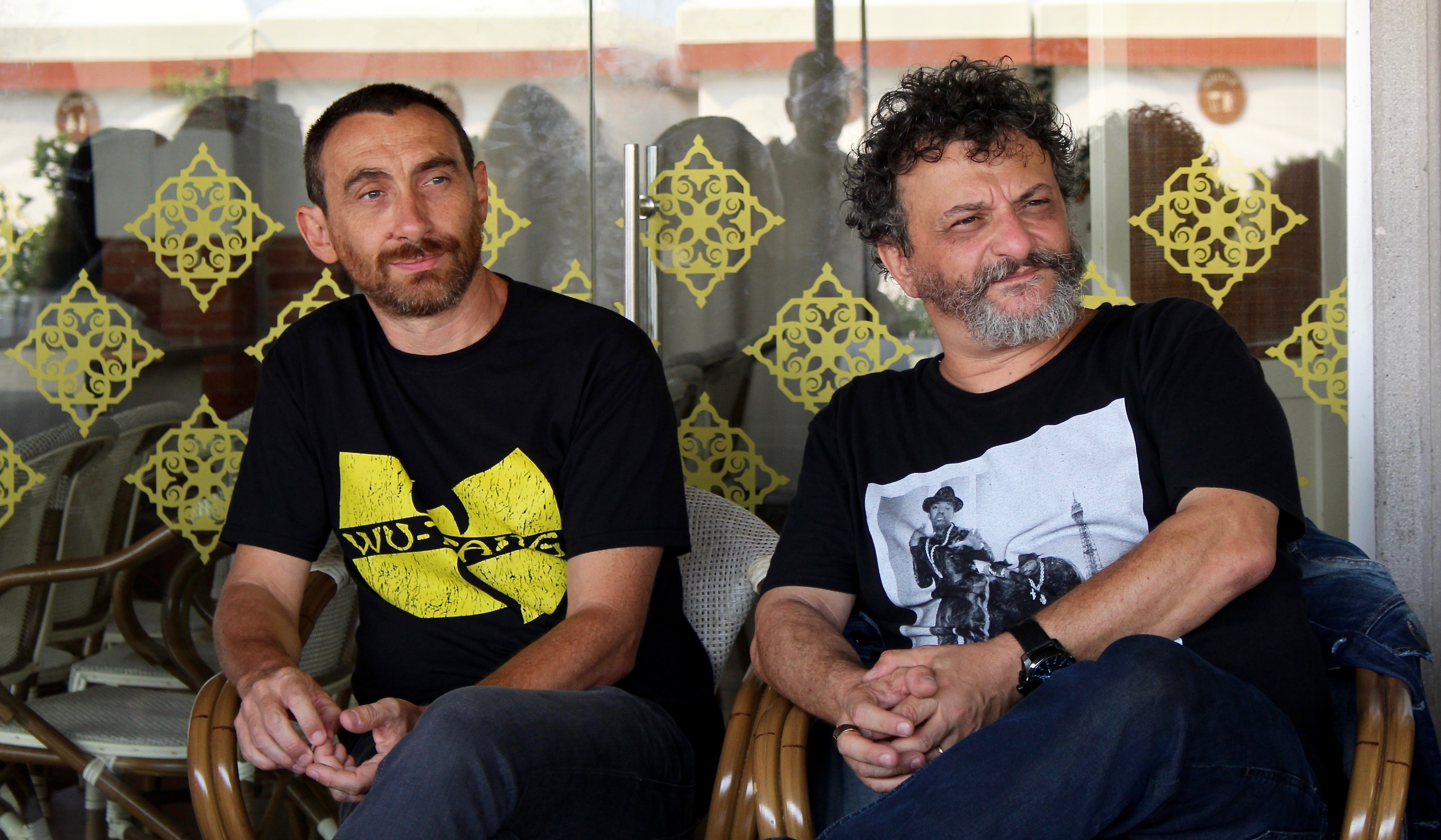
De gauche à droite : les frères Antonio et Marco Manetti, directeurs de la fiction sous le pseudonyme Manetti Bros.

Presque tous les épisodes de la série sont réalisés par les frères Manetti. Les deux frères, qui ont été derrière la caméra sans interruption pendant les sept premières saisons, ont adopté dès le début un style de réalisation très "téméraire", en utilisant très peu de cascadeurs afin de rendre les scènes d'action plus authentiques. Pour cette raison, les accidents n'ont pas manqué sur le plateau, le protagoniste Morelli se retrouvant par exemple avec une épaule démise et un doigt cassé, ou l'actrice Cecilia Dazzi risquant de perdre la vue et l'ouïe à cause d'un coup de feu tiré trop près l'un de l'autre.
Dans la huitième saison, tout en restant les réalisateurs de référence, les frères Manetti confient pour la première fois la caméra à Milena Cocozza pour quelques épisodes.

### Scénario
Une caractéristique des épisodes de la série est qu'ils sont écrits, en fait, en reproduisant toujours une intrigue bien connue qui ne laisse aucune place à la surprise : "l'inspecteur mettra son nez là où il ne faut pas, aura des ennuis, tombera amoureux d'une femme manifestement belle, se fera larguer et tout se terminera plus ou moins bien, avec un bon nombre de méchants morts et l'inévitable mise en colère des supérieurs". Un choix approuvé par l'inventeur du Coliandro littéraire lui-même, Carlo Lucarelli, qui édite également les scénarios pour la télévision et qui, en ce sens, privilégie les épisodes autonomes qui peuvent être appréciés comme "un roman ou une bande dessinée de Mickey Mouse ou de Tex Willer".
Face à un panorama sériel qui, depuis les années 2000, s'appuie de plus en plus sur des intrigues horizontales, des sous-intrigues multiples et de nombreux rebondissements, le retour à une " histoire verticale, une série classique, comme les anciennes séries télévisées " a paradoxalement permis à L'ispettore Coliandro de se démarquer nettement des produits concurrents. La seule nouveauté, la seule note de changement d'un épisode à l'autre est représentée par le ton de la narration, par une mise en scène qui fait appel de manière cyclique à un genre inspirant différent,, : comme l'illustre Antonio Manetti lui-même, "lorsqu'il a affaire à un super-vilain à la James Bond, Coliandro semble se trouver dans un film de 007, lorsqu'il a affaire à un tueur en série, il semble presque se mouvoir dans un film de Dario Argento".
Une autre particularité du produit est l'absence totale de prénoms pour les protagonistes - Coliandro in primis - qui sont tous identifiés par leur seul nom de famille. Il s'agit là aussi d'un choix précis effectué par Lucarelli pendant la phase de scénario, qui révèle non seulement la préférence du scénariste pour les "noms de famille qui sonnent comme des noms", mais qui veut aussi faire en sorte que la série soit très proche de la réalité, puisque "dans les milieux professionnels comme la police (ou l'école), on nous appelle souvent par notre nom de famille". Cela a indirectement donné lieu à un certain nombre de batailles parmi les fans de la série, qui, au fil des ans, ont activement spéculé sur l'identité réelle de l'inspecteur. En réalité, le nom "Marco" est déjà mentionné en passant dans le roman Il giorno del lupo, puis fugitivement présent, comme un easter egg, dans les épisodes télévisés Black Mamba et Yakuza. Toutefois, Lucarelli lui-même a expliqué qu'il ne s'agissait que d'indications fictives, car "à un certain moment, pour les dossiers techniques, Rai nous a demandé un nom pour Coliandro, et donc, sans trop y réfléchir, nous avons dit Marco".

### Casting

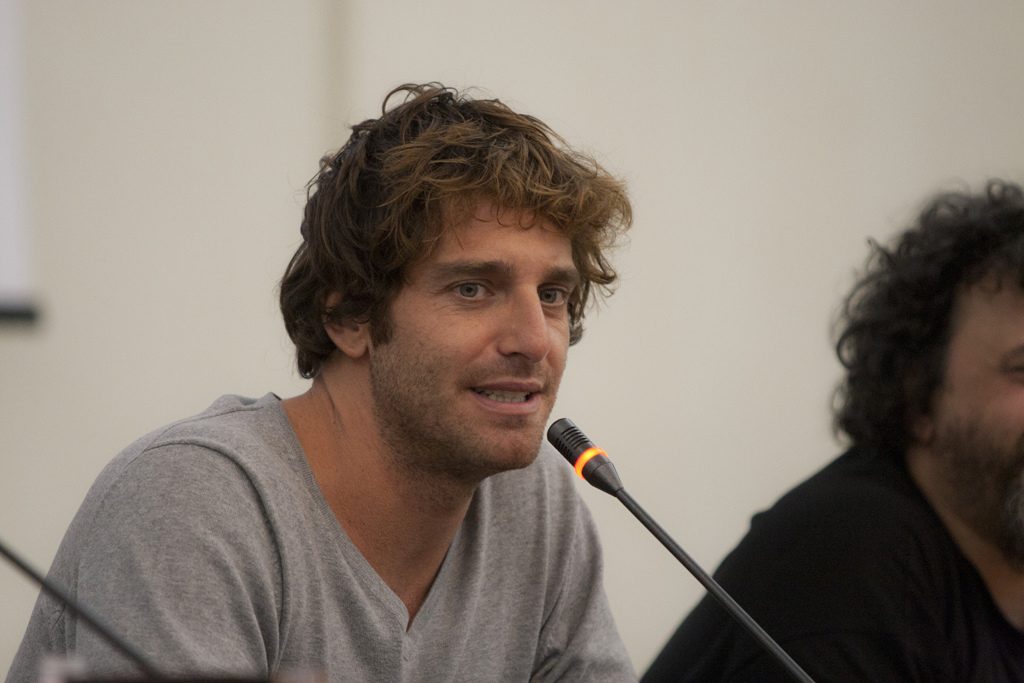
Giampaolo Morelli joue le rôle de Coliandro dans la série.

Pour le choix du protagoniste, Lucarelli n'avait pas au départ d'image précise de l'acteur qui devait incarner Coliandro, son idée se basant simplement sur les dessins qu'Onofrio Catacchio avait réalisés pour la publication de la bande dessinée du même nom au milieu des années 1990, où l'inspecteur était représenté avec un visage coupé et anguleux dans le style de Clint Eastwood. Au contraire, les Manetti avaient personnifié Coliandro en Morelli, avec lequel ils avaient déjà travaillé par le passé. Au moment de choisir Morelli, Lucarelli est convaincu par le fait que "dès que je l'ai rencontré, il m'a donné la main "croche", comme le font les policiers et les carabiniers, d'une manière très professionnelle. Et je me suis dit : "C'est parfait". C'est donc sur lui que s'est calqué le personnage".
Morelli a identifié le succès d'un personnage aussi atypique dans le fait que "[tout le monde] se retrouve [dans Coliandro], inévitablement. Et parce que tous nos héros de télévision sont toujours positifs. Je ne sais pas pourquoi nous avons perdu ce sens un peu cynique de la comédie italienne : Sordi, Gassman, Tognazzi représentaient des hommes imparfaits. Aujourd'hui, il y a plutôt cette platitude de personnages qui sont tous bons. Chez Coliandro, en revanche, on peut voir un peu de "saine méchanceté" parce que "[c'est] un ennuyeux, […] qui manque d'auto-ironie, […] têtu et désordonné, avec des incertitudes et des préjugés". Et en cela, il est semblable à beaucoup d'entre nous". L'acteur a ensuite ajouté, comme un atout supplémentaire, que cette série "est le premier véritable produit [de la télévision italienne] destiné aux jeunes, un public différent pour lequel un langage différent a été conçu, ainsi qu'un personnage différent. [Les aventures de Coliandro pourraient être tirées de l'actualité quotidienne. Comme si on feuilletait un journal. Et c'est peut-être cela qui fascine le spectateur". Lucarelli est sur la même longueur d'onde, expliquant que "l'image de l'anti-héros […] manquait parmi les flics connus de la télévision, qui sont toujours "beaux". [Coliandro, en revanche, est un véritable anti-héros : il est terrible, perdant, il prend des coups du début à la fin, mais il est bon et honnête et surtout il est toujours capable de se transformer, épisode après épisode, en changeant ses préjugés".

### Prises de vue

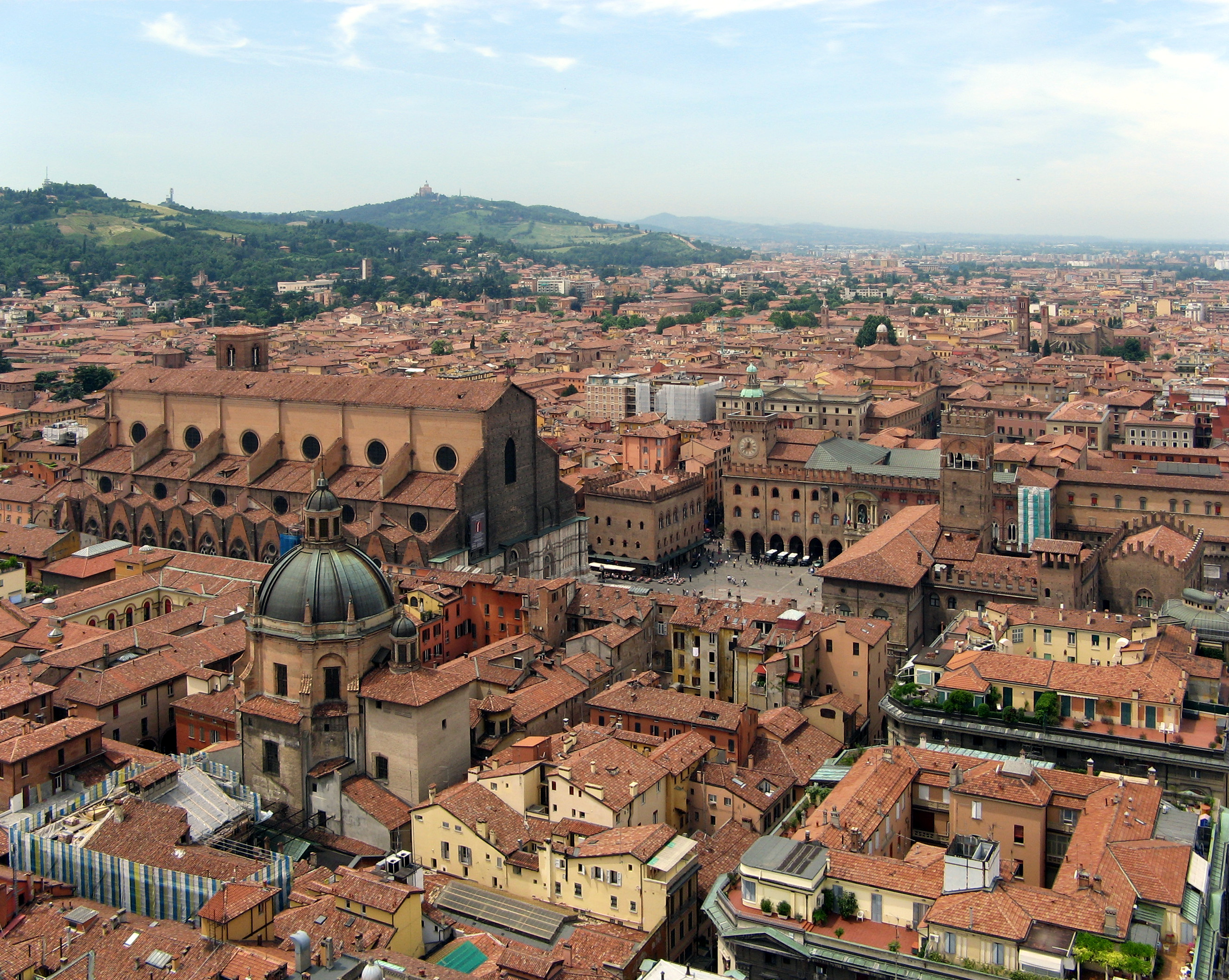
La ville de Bologne, lieu inhabituel pour un roman policier italien, sert de cadre aux investigations de Coliandro,.

Comme dans les romans, dans la série télévisée, c'est Bologne qui sert de toile de fond aux aventures de l'inspecteur : la ville et son arrière-pays sont en effet au centre des polars métropolitains racontés dans chaque épisode, chacun d'entre eux traitant d'une question différente de la réalité urbaine locale,. À ce sujet, Lucarelli a déclaré que "Coliandro [est sorti] pour raconter une sorte de métropole qui n'existe pas, comme la Bologne de Coliandro, qui a des connotations très noires. C'est un de ces personnages qui sert à raconter la société changeante d'aujourd'hui ; c'est un personnage qui vit dans la rue, qui vit aussi tous les préjugés à l'égard de la contemporanéité et qui est capable de montrer où sont les clichés et où ils correspondent à la réalité. C'est un personnage très vivant, qui vit tout ce qui se passe et qui peut donc servir à raconter beaucoup de choses".
La relation entre Coliandro et Bologne s'est renforcée au fil des saisons, l'inspecteur fictif finissant par devenir presque un symbole moderne de la ville émilienne : "Il y a des gens qui vont à Bologne et se font photographier près de la maison de Coliandro, près de la Questura, sous le portique, et qui m'écrivent : "Je suis à Bologne, mais je n'ai pas vu Coliandro ! ", a déclaré Morelli à ce propos, soulignant que Bologne est en fait "l'autre protagoniste" de la série et que, entre sérieux et facétie, "tôt ou tard, il faudra faire une statue à Coliandro, même petite, même dans la banlieue".

## Bande originale
La bande originale de la série L'ispettore Coliandro a été confiée au duo de musiciens Pivio et Aldo De Scalzi, qui ont composé et dirigé la musique de tous les épisodes, en s'appuyant sur la collaboration de G-Max et Vittorio De Scalzi pour certains morceaux. Les genres choisis vont du funky des années 70 à l'électro, du jazz au rap.
En outre, la série a également utilisé de manière épisodique les contributions musicales de divers artistes italiens, tant de la scène nationale que de la musique indépendante. Parmi eux, Neffa, qui, en plus d'être invité dans l'épisode Il giorno del lupo, a interprété l'une de ses chansons et l'a donc incluse dans la série (mais pas dans les albums de la bande originale). Plusieurs chansons du groupe italien de heavy metal Death SS ont également été utilisées à plusieurs reprises depuis la deuxième saison de la série, notamment Terror, Vampire, Venus' Gliph, S.I.A.G.F.O.M., The Healer, Hi-Tech Jesus et Revived (ce dernier étant un titre inédit). Les bandes sonores des épisodes comprennent également des chansons éditées par des auteurs-compositeurs-interprètes et des groupes italiens tels que Luca Carboni, Misero Spettacolo et les Bambole di pezza. En outre, ces mêmes chanteurs et groupes ont souvent fait des apparitions dans la série.
En 2005, un album éponyme est sorti, contenant la musique utilisée dans les épisodes de la première saison. Un nouvel album est sorti en 2011, un double album cette fois-ci contenant les morceaux utilisés dans les autres saisons de la série. En 2015, le groupe Agua Calientes a également sorti la chanson Sbando, qui, bien qu'elle ne fasse pas partie de la bande originale de la série, est dédiée au protagoniste de la série et contient des échantillons de la voix de l'acteur Giampaolo Morelli,.

## Éditions vidéo amateur
Depuis 2010, Rai Trade puis Rai Com ont distribué L'ispettore Coliandro sur le marché de la vidéo amateur. La série a été éditée en DVD dans des coffrets, chacun contenant des épisodes des saisons respectives : les DVD comprennent non seulement l'épisode complet, mais aussi des livrets et du contenu supplémentaire.

## Accueil
Aldo Grasso du Corriere della Sera, l'un des premiers à couvrir la série, n'est pas convaincu. Après la première saison, le critique a déclaré que "la figure d'un policier qui a grandi […] avec les films de l'inspecteur Callahan […] laisse un peu perplexe". Coliandro est vu et perçu comme un "franc-tireur", et pour Grasso, c'est son plus grand défaut, car "il n'y a pas pire conformiste que celui qui se sent anticonformiste". En ce qui concerne la mise en scène des Manetti Bros., il note qu'ils tentent "une mise en scène à double registre : d'une part le récit de l'enquête, d'autre part la conscience linguistique (le souvenir conscient, la citation, l'auto-ironie). Le mélange ne fonctionne pas toujours", et ainsi "le jeu des acteurs, toujours excessif, finit par devenir maniéré (les interprètes ne sont que médiocres)", avec pour résultat que "la légende du policier "politiquement incorrect" finit par devenir exaspérément prévisible".

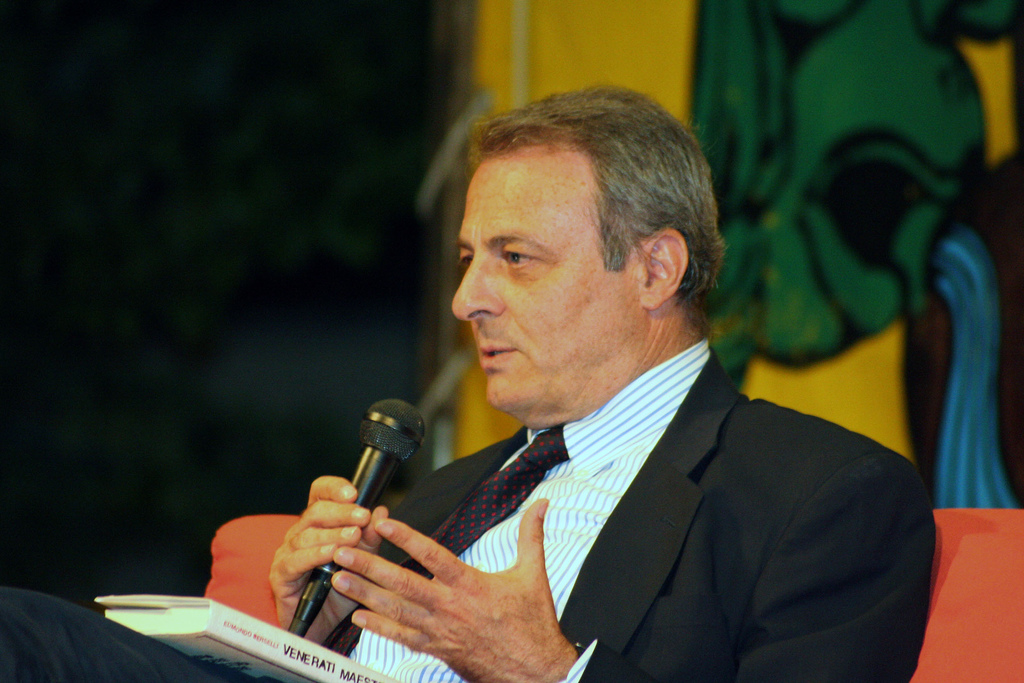
Le journaliste et écrivain Edmondo Berselli a émis des critiques positives à l'égard de la série, louant sa mise en scène et sa véracité.

En ce qui concerne spécifiquement la deuxième saison, Grasso critique plutôt l'utilisation "d'histoires sinistres de gauche, avec l'air de quelqu'un qui raconte un roman policier mais qui fait aussi de la critique sociale engagée", et donc l'écriture de la série, décrite comme "sournoise et clin d'œil", où le personnage de Coliandro est construit "pour représenter une sorte de contrepoint au policier typique des séries italiennes". La critique s'adresse également à Manetti, en qui il identifie "toute la présomption d'une certaine école bolonaise, toute l'incompréhension de la mystique du culte et de l'extra-culte", et à Carlo Lucarelli, "trop occupé à construire son ego pour dire quoi que ce soit d'intéressant jusqu'à présent". Les mêmes concepts ont été réitérés par lui lors des débuts de la troisième saison, au sujet de laquelle il a déclaré que "l'inspecteur Coliandro […] prétend être "politiquement incorrect", mais les criminels et les violents sont toujours fascistes, et les policiers, en revanche, très progressistes", tandis que le jeu "approximatif" est "retenu et masqué par quelques précieuses touches de mise en scène, à la limite de la paresse", ainsi que par de nombreuses citations. En définitive, pour Grasso, le personnage de Coliandro "est tout "méta", des T-shirts à la sonnerie du téléphone portable, des références continues à la sérialité américaine à la citation du casting de Per un pugno di dollari (Pour une poignée de dollars)".
Antonio Dipollina, de La Repubblica, a quant à lui exprimé son enthousiasme pour la série, déclarant que le produit, dès le départ, était "excellent, agréable, différent de l'ordinaire - surtout dans la direction de Manetti Bros - et digne de cette (grande) partie du public qui s'est depuis longtemps détournée de la télévision, abandonnant tout espoir", ajoutant plus loin qu'il "fait partie des rares produits qui donnent du ton et de la couleur à notre programmation de fiction". À l'occasion de la protestation des fans contre l'annulation de la série, Dipollina a déclaré que, même si "afficher trop de diversité n'est jamais une bonne chose […] Coliandro doit être défendue jusqu'au bout, ne serait-ce que parce qu'elle ne poursuit pas le public avec des rythmes lents et des explications fastidieuses sur ce qui se passe".
Alessandra Comazzi de La Stampa s'est également montrée favorable à la série, écrivant à ce propos que "les personnages ont leur propre attrait. […] La première impression est un léger vertige avec une nervosité conséquente, puis elle passe : Coliandro a son propre charme". Mme Comazzi constate également une similitude avec le langage des bandes dessinées, car, selon elle, "l'inspecteur Coliandro est une bande dessinée scénarisée. C'est la seule façon d'accepter les déhanchements et les grognements de Morelli, un "pulotto" honnête, déterminé, un peu maladroit, avec les lunettes Cobra de Stallone, mais très différent, même de l'iconographie des flics italiens".
Edmondo Berselli, dans L'Espresso, a également fait l'éloge de la série et, tout en soulignant que le produit "doit être tenu à distance des enfants, si vous ne voulez pas qu'ils apprennent le langage d'un docker", il estime que L'ispettore Coliandro "a une touche "noire" qui peut être très attrayante, parce qu'elle ramène les histoires au niveau de la vie quotidienne et les fait paraître "réelles"", concluant en considérant qu'il s'agit d'un "bon exemple de roman policier moderne, bien réalisé à la télévision, légèrement anxiogène : mais pour un "noir", cela devrait être normal".
Après la reprise de la production à la mi-2010, Giovanni Battistuzzi de Il Foglio s'est penché plus largement sur la façon dont la série est devenue au fil du temps "un cas étrange de sous-culture réussie", y voyant un mélange réussi de culture de masse mais aussi de raffinement, d'un politiquement incorrect qui ne tombe jamais dans la banalité, d'une mise en scène raffinée mais qui ne dédaigne pas les clins d'œil au cinéma d'action le plus populaire, réussissant ainsi à unir "de manière transversale jeunes et vieux, ground et underground, punk et rap, pop et indy". Parmi les rares notes négatives à ce stade, celle d'Andrea Fagioli pour le journal catholique Avvenire, qui, tout en reconnaissant que Coliandro est "une sorte de géniteur des flics anti-héros par excellence en vogue" à la télévision italienne au début du XXIe siècle "comme Rocco Schiavone et I bastardi di Pizzofalcone (Les bâtards de Pizzofalcone)", critique une mise en scène qui n'a rien à voir avec le cinéma d'action, critique une mise en scène qui ferait de la "vulgarité" sa caractéristique stylistique et finirait donc par être "la limite de cette série", expliquant qu'"éviter un certain type de langage et de situations […] n'enlèverait rien à ce personnage".
En dehors des critiques spécialisés, Coliandro a cependant rencontré - de manière inattendue, compte tenu des prémisses initiales - la faveur des policiers eux-mêmes, au point d'être récompensé par le SIULP, la principale organisation syndicale représentant le personnel de la police d'État, parce qu'il représente un policier "plus vrai que vrai, plus humain qu'humain, vous ne nous faites pas sentir seuls, vous nous donnez la possibilité de nous sentir réels et de ne pas poursuivre le stéréotype des héros positifs infaillibles".

## Prix
- 2008 - Roma Fiction Fest[57]
  - Prix du jury de l'école pour le nouveau talent italien en matière de séries longues, décerné à Xhilda Lapardhaja.
- 2009 - Gala du film et de la fiction de Campanie[58]
  - Prix du meilleur acteur de fiction à Giampaolo Morelli
  - Prix du meilleur acteur de télévision à Giampaolo Morelli

## Citations et références
Dans l'épisode Sempre avanti de la troisième saison, lors d'un échange de plaisanteries avec Gargiulo, Coliandro cite implicitement son propre créateur, Carlo Lucarelli, en faisant allusion à son mimétisme et aux décors de ses émissions : "Gargiulo, tu regardes trop de films policiers, tu regardes trop la télévision, peut-être même que tu vois ce type qui explique et qui est toujours avec les mains comme ça, avec des figures en carton derrière elles…".

## Controverses
En 2006, l'épisode Vendetta cinese, qui se déroule dans le quartier chinois de Bologne, a suscité une controverse en son sein en raison de la façon dont il était présenté sous un jour négatif. Carlo Lucarelli a répondu aux critiques en déclarant que "notre film n'avait aucunement l'intention de dénigrer la communauté chinoise de Bologne et si quelqu'un a été offensé, j'en suis profondément désolé et je m'en excuse sincèrement […] Vendetta cinese est un roman noir, un roman policier, comme on l'appelle communément, et en tant que tel, il fait ce que font les romans noirs, il exagère le ton, augmente les contrastes, crée une caricature noire de la réalité […] Le roman noir doit servir de base à la réflexion. Le reste, c'est de la fiction. J'espère que personne ne se sentira offensé par Coliandro car, je le répète, ce n'est pas du tout notre intention".

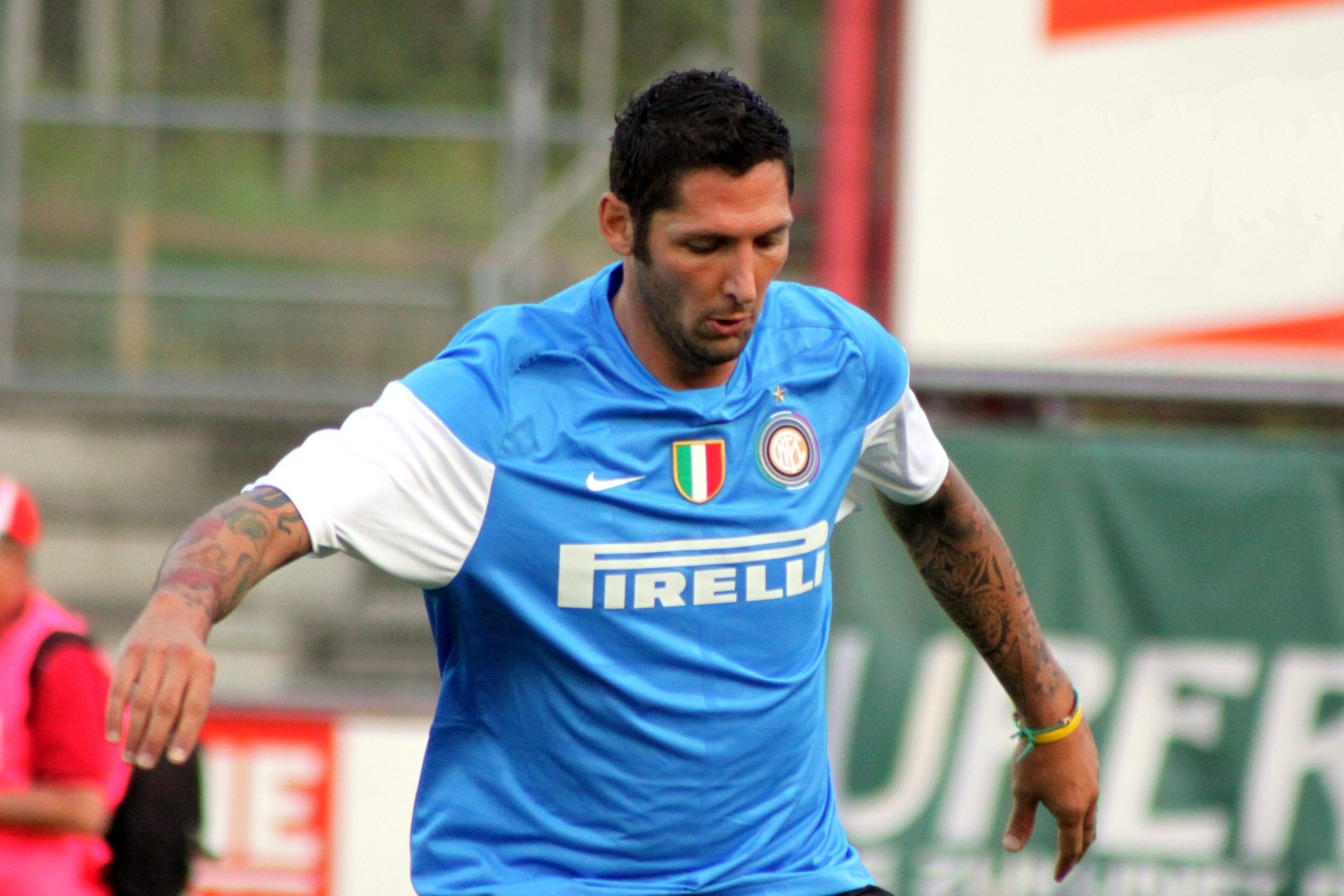
Le footballeur Marco Materazzi a porté plainte contre la série pour un dialogue jugé offensant.

En 2009, les frères Manetti ont été poursuivis en justice par le footballeur italien Marco Materazzi, en raison d'une blague qu'ils considéraient comme blessante pour lui dans l'épisode Mai rubare a casa dei ladri,,. La phrase incriminée, prononcée par le personnage de l'inspecteur Borromini (joué par Massimiliano Bruno), est la suivante : "Ce salaud de Materazzi s'est fait expulser ce dimanche aussi, et j'ai perdu au fantasy football…". Materazzi - qui a précisé que le point central de l'épisode n'était pas le cliché du défenseur facile à expulser, mais l'utilisation de l'adjectif "salaud" jugé offensant et gratuit - a demandé des dommages et intérêts d'un euro pour chaque téléspectateur de l'épisode (soit environ 2 380 000). Le protagoniste Giampaolo Morelli a répondu : «Ce n'était pas une scène offensante, au contraire : la phrase était un hommage au champion. Les personnages de cette fiction parlent le langage de tous les jours. Et deux supporters qui discutent de football au bar ne diraient jamais : "Oh, ce vaurien de Materazzi !"».
En septembre de la même année, l'épisode Sempre avanti a suscité de vives réactions de la part de l'extrême gauche en raison de la présence dans la distribution de certains personnages appartenant à l'extrême droite bolonaise, notamment des jeunes liés au mouvement néofasciste CasaPound et au groupe nazi-rock Legittima Offesa. Le réalisateur Marco Manetti a répondu que "c'était un choix artistique précis et je ne le regrette pas : je défends le droit de raconter le monde de l'extrême droite tel qu'il est, de manière réaliste. Cela n'aurait pas été la même chose de mettre en scène un groupe de figurants et ce n'est pas un fait idéologique. […] Si on ne peut pas dire le monde tel qu'il est, dans sa vérité, on aboutit à la censure. Je crois plutôt à la liberté d'expression".
Après la diffusion de l'épisode Sempre avanti, qui se déroule dans le monde des ultras du football, la série a été critiquée par le groupe de supporters de Bologne Forever Ultras 1974, qui a publié un communiqué dans lequel il affirme qu'"une fois de plus, le stéréotype éculé des ultras, politisés, rasés, drogués et perdants qui se rendent au stade armés d'un couteau, a été utilisé", Nous savons qu'il ne s'agit que d'un feuilleton télévisé, mais nous nous devons d'être absolument critiques à l'égard de ceux qui ont écrit le scénario et voulu filmer les scènes sur les ultras, sans tenir compte du contexte de la réalité de Bologne. […] Les frères Manetti pensent probablement que les ultras sont aussi stupides qu'ils les ont dépeints".